# 건이지
건이지(영어: Gun Ez, 일본어: ガンイージ)는 《건담 시리즈》에 등장하는 모빌 슈트(MS)로 분류되는 가공의 유인 조종식 인간형 로봇 병기이다. 1993년에 방영된 TV 애니메이션 《기동전사 V 건담》에서 처음으로 등장했다.
작품 내에서 주인공측 세력인 레지스탕스 조직 리가 밀리티어의 양산기이다. 같은 리가 밀리티어제의 빅토리 건담(V 건담)과는 일부 부품이나 무장을 공유하지만, 건이지는 분리 합체 기구가 없는 비가변기로 개발되었다. 작품 내에서 여성들만으로 구성된 부대인 슈라크 부대의 대원들이 탑승한다. 중반 이후에는 개수기인 건블래스터도 등장한다.

## 같이 보기
- 기동전사 V 건담
- 빅토리 건담